# Delstatsformand (Østrig)
Delstatsformand (tysk: Landeshauptmann) er en betegnelse for den valgte leder for en regering i en delstat i Østrig. Embedet som delstatsformand blev indført i Østrig i forbindelse med grundlæggelsen af den Første Republik i 1919. Formanden vælges af landdagen i den pågældende delstat og udnævnes af forbundspræsidenten. I Wien, der både er delstat og Østrigs forbundshovedstad, er borgmesteren samtidig delstatsformand.
Titlen som Landeshauptmann kendes helt tilbage til det 13. århundrede, hvor det var landsfyrstens nærmeste embedsmand. Han havde både ansvar for militær, forvaltede fyrstens ejendomme og var formand for stænderforsamlingen. Han havde dermed en dobbeltrolle, idet han var forpligtet troskab overfor både fyrsten og stænderne.
Østrigs forfatning giver delstaterne og delstatsformændene en række særlige rettigheder. De kan indgå statstraktater med udenlandske stater i forhold, der ligger indenfor delstaternes kompetenceområder. Delstatsformanden er forpligtet til at underrette forbundsregeringen inden forhandlingerne optages, og indgåelse af selve kontrakten skal godkendes af forbundsregeringen (har den ikke godkendt inden otte uger er det ensbetydende med et tilsagn). De har endvidere ret til at deltage i alle Forbundsrådets forhandlinger og det er forfatningsbestemt, at delstatsformanden er formand for det øverst skoleråd i delstaten. 
Delstatsformanden har bl.a. følgende opgaver:
- Repræsentation af delstaten i udlandet, overfor Østrigs forbundsregering og overfor de øvrige delstater
- Stå i spidsen for delstatsregeringen, indkaldelse og ledelse af møderne i landdagen
- Udnævnelse af delstatsregeringens medlemmer (Landesrat)
- Kundgørelse af delstatslove i delstatens lovtidende (Landesgestezblatt)
- Står i spidsen for delstatsforvaltningen (den enkelte delstatsminister har ikke eget forvaltningsområde)
- Udøvelse af forbundsforvaltningen indenfor delstatens område indenfor de af forbundsministerierne udpegede lokale organer, f.eks. inden for politi, erhverv, vand og skov.
- I krisetilfælde koordinator af samtlige myndigheder i delstaten, inklusive sikkerheds- og militærmyndighederne selvom disse hører under forbundsstaten
- Repræsentation af delstaten i internationale sammenhænge (f.eks. i regionaludvalg i EU)

Delstatsformandens stedfortræder benævnes Landeshauptmanstellverstreter. I delstaten Vorarlberg benævnes han dog Landesstatthalter. En kvindelig delstatsleder har ret til at bære titlen delstatsforkvinde (Landshauptfrau).
De 9 delstatsformænd i Østrig er følgende:
- Wien: Michael Häupl (SPÖ), siden 1994
- Niederösterreich: Erwin Pröll (ÖVP), siden 1992
- Oberösterreich: Josef Pühringer (ÖVP), siden 1995
- Steiermark: Franz Voves (SPÖ), siden 2005
- Tyrol: Günther Platter (ÖVP), siden 2008
- Kärnten: Peter Kaiser (SPÖ), siden 2013
- Salzburg: Wilfried Haslauer junior (ÖVP), siden 2013
- Vorarlberg: Markus Wallner (ÖVP), siden 2011
- Burgenland: Hans Niessl (SPÖ), siden 2000